# Yuko (coiffure)
Pour les articles homonymes, voir Yuko.
En coiffure, le yuko est une technique japonaise longue et coûteuse qui permet de lisser les cheveux de manière définitive.

## Invention du système Yuko
La technique Yuko a été mise au point par Mme Yuko Yamashita, une coiffeuse japonaise. Celle-ci a noté la difficulté qu'éprouvaient certaines femmes au cheveux bouclés à lisser leur cheveux sans les abîmer. Elle a donc mis au point un système innovant répondant à ce problème. Mis au point et breveté en 1995, il a été introduit aux États-Unis et s'est popularisé dans les années 2000, et plus récemment en Europe. Il s'adresse à tous les types de cheveux, à condition qu'ils n'aient pas reçu de traitement traumatisant comme l'application d'un défrisant.

## En quoi consiste le Yuko
Le "Yuko System" se décompose en plusieurs étapes: l'application d'un produit défrisant à froid et d'un brushing à l'aide d'un fer à lisser chauffé à plus de 250 degrés (les lisseurs classiques s'arrêtent généralement à 200). L'ensemble de l'opération dure environ quatre heures. L'opération consiste donc en un défrisage à froid puis un lissage à chaud. Comme le souligne la créatrice, l'idée est de doser efficacement la chaleur du fer par rapport à l'hydratation du cheveu.
Cela permet d'obtenir un cheveu lisse et brillant de façon permanente: la chevelure reste raide, même après un shampoing, une marche sous la pluie ou dans une atmosphère humide.
On dit du Yuko System qu'il contribue à réparer les cheveux abîmés. En France, quelques dizaines de salons de coiffure proposent cette prestation qui reste onéreuse.